# Marguerite Thibert
Pour les articles homonymes, voir Thibert.
Marguerite Thibert, née Paule-Lucie-Marguerite Javouhey, le 31 janvier 1886 à Chalon-sur-Saône et morte le 14 novembre 1982 à Paris, est une militante féministe et haute fonctionnaire internationale au sein du Bureau international du travail française. Elle est principalement connue pour sa défense du travail des femmes, contre celui des enfants, et pour son engagement en faveur de l'égalité salariale.

## Biographie
Marguerite Thibert naît au sein de la famille dont est aussi issue Anne-Marie Javouhey, qui a fondé l’ordre des religieuses de l'abbaye de Cluny. Elle est fille de Charles-Victor Javouhey, quincailler en gros. Elle passe la première partie du baccalauréat en juillet 1912, avant son mariage. La même année, elle épouse un jeune architecte, George Thibert et ils ont une fille en 1913. Son époux meurt d’une méningite tuberculeuse en 1915. Elle passe la seconde partie du baccalauréat en 1916, à Dijon, puis s'installe à Paris.
Elle est licenciée de philosophie et docteure ès-lettres en 1926. Elle a soutenu une thèse intitulée Le Féminisme dans le socialisme français de 1830 à 1850, publiée aux éditions Giard à Paris en 1926.
Elle est membre de l'Association des femmes diplômées d’université. Elle fut nommée professeure au collège Sévigné à Paris.

## Bureau international du travail
Elle accepte en janvier 1926 la proposition de son directeur de thèse, Célestin Bouglé, qui lui transmet l'offre de travail proposé par Albert Thomas, responsable au Bureau international du travail (BIT) à Genève.
Elle devient alors experte chargée de la question du travail des femmes et des enfants. Elle travailla au BIT de Genève, sous la direction du géographe et sociologue français Fernand Maurette.
- En 1928, elle rédige La Réglementation des migrations, Droit international.
- En 1931, elle élabore La Réglementation du travail féminin, qui comprend notamment l'interdiction du travail de nuit.
- En 1933, elle achève un rapport, au BIT, pour défendre le droit au travail des femmes contre les mesures d'interdiction[style à revoir].
- En 1937, elle rédige la nécrologie de Fernand Maurette lors de sa mort[7].
- En 1938, elle travaille sur Le Statut légal des travailleuses.

Après la Seconde Guerre mondiale, sa carrière la conduit hors d'Europe.
- En 1947, elle est promue chef de section au BIT de Montréal, au Québec.
- En 1966, elle est chargée d’une expertise sur le préapprentissage des filles en Algérie.

## Militante féministe
Marguerite Thibert est membre de plusieurs organisations féminines nationales et internationales et milite activement pour les droits des femmes et l’égalité des chances et des salaires dans le travail. Elle soutient la position du BIT sur l’interdiction du travail de nuit pour les femmes dans l'industrie, en opposition aux féministes de l’Open Door International, mais s'oppose au recours au chômage des femmes comme variable d'ajustement lors des crises économiques. Elle souligne le peu d’emplois offerts aux femmes au sein même du BIT.
Marguerite Thibert a étudié l'analyse politique de Flora Tristan sur la condition des femmes dans la société, dans laquelle elles sont jugées inférieures par les hommes, voire par les femmes. Flora Tristan en a elle-même fait l'expérience car jusque dans le milieu ouvrier, on l'avait accusée de ne pas avoir écrit ses livres ou de servir de prête-nom à un homme. Marguerite Thibert relève que cette position du problème féministe au centre même de la question ouvrière peut être tenue pour vraiment originale[pas clair].
En 1965, Marguerite Thibert, en compagnie de Colette Audry, Madeleine Guilbert, Gisèle Halimi, Andrée Michel, Évelyne Sullerot, participe au Mouvement démocratique féminin, sorte d’union de la gauche avant la lettre qui soutient la candidature de François Mitterrand à l'élection présidentielle de 1965 et veut unir socialisme et féminisme.
Elle a également milité au sein de la section française de la Ligue internationale des femmes pour la paix et la liberté.

## Hommages
Depuis le milieu des années 1990, l'Espace Simone-de-Beauvoir de Nantes (espace associatif de défense et de promotion des droits des femmes) organise un concours « prix Marguerite Thibert doté » d’un montant de 800 euros. Le prix Marguerite-Thibert s’adresse à des femmes âgées de 18 ans minimum, en formation initiale ou continue, technique ou professionnelle. Le prix Marguerite-Thibert récompense une femme engagée dans un projet professionnel non traditionnellement féminin.
En 2019 à Genève, l'association l'Escouade, dans le cadre du projet « 100Elles* », renomme temporairement la rue de Vermont à son nom,.
Une rue porte son nom à Dijon.
Elle est citée par Yannick Ripa comme un exemple de l'invisibilisation des femmes.